# Domsdorf (Drebkau)
Domsdorf, niedersorbisch Domašojce, ist ein Ortsteil der Stadt Drebkau im südbrandenburgischen Landkreis Spree-Neiße. Domsdorf war bis 2001 eine selbständige Gemeinde.

## Geographie
Domsdorf liegt ungefähr drei Kilometer Luftlinie von der Kernstadt Drebkau am nördlichen Ende des Braunkohlentagebau Welzow-Süd. Das südöstliche Ortsende von Domsdorf liegt nur etwa 600 Meter vom Tagebaurand entfernt. Der südöstlich von Domsdorf liegende Ort Steinitz wurde 1973 nach Domsdorf eingemeindet und dessen Gemarkung mit der Gemarkung Domsdorf vereinigt. Die Gemarkung von Domsdorf (vor 1973) grenzte im Norden und Nordosten an Golschow, im Osten an Raakow, im Südosten an Steinitz, im Süden an Geisendorf, im Südwesten an Neupetershain-Nord und im Westen und Nordwesten an Radensdorf. Der Ortskern liegt auf etwa 95 m ü. NHN.
Die Bundesstraße 169 (Senftenberg–Cottbus) führte ursprünglich durch das Dorf hindurch. Sie führt als Umgehung nun südlich am Dorf vorbei. Südwestlich des Ortes zweigt die K7150 ab, die durch den Ort verläuft und weiter nach Drebkau führt. Eine kleine Straße verbindet Domsdorf auch mit dem nordwestlich gelegenen Radensdorf. Südlich bzw. südöstlich des Ortskerns verläuft auch die Bahnstrecke Großenhain–Cottbus.

## Geschichte
Der Ort wurde 1463 erstmals in einer Urkunde erwähnt. Damals bezog Seiffert Pesch (oder von Peschen) Abgaben von einem Bauern namens Claw in Domeßtorff. Der Name ist als Ort eines Thomas zu übersetzen, vermutlich des Lokators. Nach der Dorfstruktur ist es ein Nordwest/Südost ausgerichtetes Sackgassendorf, dessen Zugang im Südosten lag.
Die Besitzgeschichte von Domsdorf ist sehr verwickelt, da Domsdorf in einen niederlausitzischen und einen brandenburgischen Anteil zerfiel. Der niederlausitzischen Anteil wurde Mitte des 17. Jahrhunderts noch einmal geteilt. Erst zu Ende des 18. Jahrhunderts wurden die beiden niederlausitzischen Anteile wieder vereinigt. Brandenburgischer und niederlausitzischer Anteil bestanden bis in die zweite Hälfte des 19. Jahrhunderts fort.

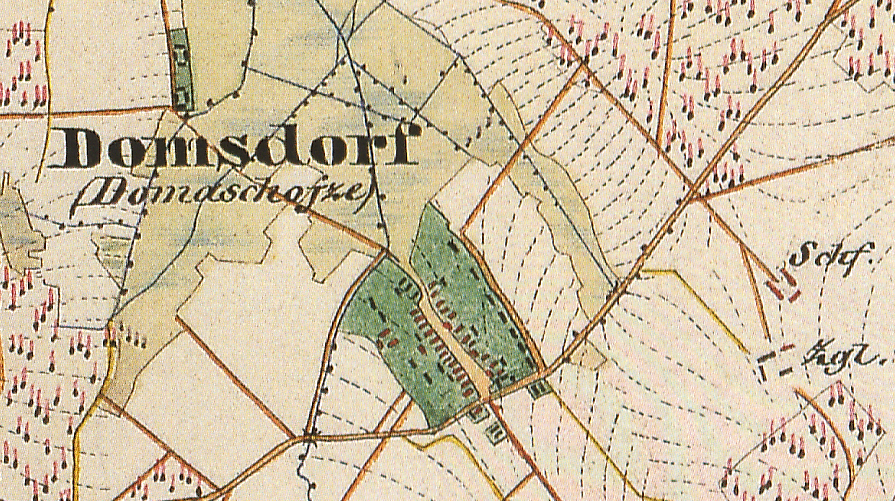
Domsdorf auf dem Urmesstischblatt 4351 von 1846

### Der brandenburgische Anteil
Die im 15. Jahrhundert in zwei Besitzanteile zerfallene niederlausitzische Herrschaft Cottbus wurde 1445 und 1455 vom brandenburgischen Kurfürsten Friedrich II. durch Kauf und Erbschaft erworben. Der größere Teil der Niederlausitz kam 1635 in sächsischen Besitz. Dadurch gab es in manchen Dörfern einen brandenburgischen Anteil und einen sächsisch-niederlausitzischen Anteil.
1463 erhielt Seiffert Pesch (auch von Peschen) die Abgaben des Bauern Claw aus Domsdorf. Siffrit Peschen hatte 1476 einen Übeltäter namens Schlabrendorf im Dorf Hänchen festgenommen. Der Bauer des Seiffert Pesch wurde später von der Stadt Cottbus gekauft, und ging 1549 aus städtischem Besitz an die Brüder der Familie von Löben über. 1467 gehörten dem Steffan Calow zwei Hüfner namens Jegyl und Heynes, die zusammen zweieinhalb Hufen bewirtschafteten sowie drei Gärtner mit fünf Gärten in Domsdorf, den er von seinem verstorbenen Vater Hans Calow geerbt hatte. Steffan Calow war der Stiefsohn des Siegfried Peschen. Nach einer anderen Urkunde des Jahres 1467 war Stefan Calow, der Sohn der Schwester der Gebrüder Hanns, Heinrich, Jorge und Friedrich von Muschwitz, d. h., dass Hans Calow, der Vater des Steffans mit einer von Muschwitz verheiratet war.
1486 erhielt Stefan von Löben vom brandenburgischen Markgrafen Johann Cicero das Dorf Geisendorf (Geyssenstorff) mit dem Rittersitz, mit der Mühle und mit allem Zubehör, das wüste Dorf Berlinichen, die dortige obere und untere Mühle, die wüste Mühle Kurath, ein Drittel am Dorf Petershayn (Petershagen), Ober- und Untergericht, den dritten Teil des Zehnten und den dritten Teil des Kirchenlehens, das Dorf Radensdorf zur Hälfte, und die Hälfte des dortigen Gerichts sowie zweieinhalb Hufen in Domsdorf (Dammendorf). Er hatte allerdings auch noch ein Lehnstück von Hans von Löben dazu gekauft, dem Sohn seines (namentlich nicht genannten) Bruders. Hans von Loben wurde in die gesamte Hand für die Lehnstücke des Stefan von Löben aufgenommen.
Steffan Calow und Stefan von Löben sind ein und dieselbe Person wie aus einer Urkunde des Jahres 1500 hervorgeht, in der es heißt: Steffan von Lobbn genant Kalo. Stefan von Löben war mit einer NN von Arras, Tochter des Dietrich von Arras verheiratet. 1503 wurde Stefan von Löben in Bestrickung genommen, da er Feinde und Schädiger der Untertanen des brandenburgischen Kurfürsten beherbergt hatte. Er kam jedoch auf Bitten des sächsischen Kurfürsten bald wieder frei. 1503 erwarb Stefan von Löben das Dorf Klein Görigk von der Familie von Zabeltitz. Er starb um 1510. 1511 wurde seinen Söhnen Seifert, Oswald und Alex zu Geisendorf gesessen, bewilligt, dass sie ein Darlehen aufnehmen durften, bei dem sie allerdings Radensdorf als Sicherheit stellen mussten. Seifert von Löben hatte sich 1498 in der Universität Leipzig immatrikuliert und musste dafür sechs Groschen Immatrikulationsgebühr bezahlen. Am 21. Februar 1524 verkaufte der Hofrichter zu Cottbus, Jacob von Qweisz (Queis) sein Dorf Buchholz (heute devastiert zwischen Pritzen und Greifenhain) an die Gebrüder Sivert, Oswald und Alex von Löben. 1542 wurden die drei Brüder von Löben und andere Adlige dabei erwischt, wie sie in den Wäldern des sächsischen Amtes Senftenberg unberechtigterweise gejagt hatten. Das rief den Unwillen des sächsischen Herzogs Georg des Bärtigen hervor, der dagegen beim Landvogt protestierte. 1549 konnten sie von der Stadt Cottbus einen Bauern erwerben, der vorher im Besitz des Seiffert Pesch gewesen war. In einem Lehenbrief von 1558 tritt an die Stelle von Seifert nun Kunz von Löben, der Sohn des Seifert. Vermutlich besaßen die drei Brüder die genannten Güter in comunione, d. h., dass sie ungeteilt blieben. Vermutlich erbte Kunz von Löben das gesamte Gut, auch die Anteile seiner zwei Onkel. Dazu musste er allerdings die Hälfte des Gut an seinen Vetter Nickel von Löben auf Groß Döbbern auf Wiederkauf veräußern. 1572 wurde Geisendorf mit dem brandenburgischen Anteil von Domsdorf in zwei Teilen verliehen; Anteil I an Nickel von Löben, Anteil II an Kunz von Löben.
Am 18. Februar 1598 wurde Kunz von Löben vom neuen brandenburgischen Kurfürsten Joachim Friedrich mit Geisendorf und dem dortigen Rittersitz, der Clausmühle, dem wüsten Dorfstätte Berlinchen, der Kurath- und der Heidacz-Mühle, dem Dorf Görigk, den Hüfner Jagel und Nowak mit 3½ Hufenund drei Gärtnern mit fünf Gärten in Domsdorf sowie mit einem Drittel von Petershain belehnt. Nickel von Löben erhob gegen die Belehnung Einspruch mit Erfolg. Er brauchte die Hälfte des Lehens erst zu räumen, wenn seine Ansprüche befriedigt wären. Kunz von Löben, oder vielleicht erst sein Sohn Oswald von Löben konnte die andere Hälfte wieder zurück erwerben. Allerdings musste wohl dann Oswald um 1620 den Anteil an Domsdorf an Otto von Köckritz in Greifenhain verkaufen. Otto von Köckritz war 1630 bis 1633 Landeshauptmann von Cottbus. Auf ihn folgte Christoph von Köckritz, er war vermutlich der Sohn des Poppo von Köckritz auf Drebkau, und der Bruder des Otto von Köckritz. Die anderen Brüder waren Abraham, Hans Caspar und Hieronymus. Christoph von Köckritz starb 1642/3. Auf ihn folgte sein Sohn Joachim von Köckritz. Er war mit Elisabeth Katharina von Köckritz verheiratet. Zur Neubelehnung nach dem Regierungsantritt des brandenburgischen Kurfürsten Friedrich Wilhelm konnte er persönlich nicht kommen, sondern er schickte den Bürgermeister von Cottbus Johann Meißner mit einer Vollmacht, in seinem Namen die Lehnspflicht zu leisten. Dies geschah am 24. Oktober 1644. Mitbelehnt waren Abraham, Poppos sel. Sohn, Nickel und Hieronymus, die Söhne des Abraham von Köckritz sel. zu Mittweide, Nickel, der Sohn von Joachim sel. zu Schuhlen, Baltzer Abraham, Joachim sel. Sohn und Hieronymus, der Sohn des verstorbenen Hieronymus von Köckritz auf Tranitz. Joachim von Köckritz starb am 19. Oktober 1689. Auf Joachim folgte dessen Sohn Joachim Erdmann von Köckritz, der am 30. Januar 1691 einen Lehnbrief über einen Anteil an Drebkau erhielt. Joachim Erdmann war mit Christiane Charlotte von Löben, Tochter des Seyfried von Löben und der Margaretha Elisabeth von Hohenstein von Papitz. Es wurde ein Ehegeld von 2.000 Talern vonseiten der Braut vereinbart, die nach der Hochzeit ausgezahlt werden sollte sowie ein Gegenvermächtnis in gleicher Höhe aus den Gütern des Ehemanns. 1725 konnte er den sog. Wiedebachschen Anteil an Drebkau erwerben. 1738 wollte er seine zwei Anteile an Drebkau an seinen Sohn Joachim Seyfried von Köckritz verkaufen. Doch anscheinend kam es nicht sofort dazu, denn sein Sohn erhielt erst am 23. Januar 1753 den Lehnbrief über den Wiedebachschen Anteil an Drebkau. Wahrscheinlich starb aber Joachim Erdmann jedoch deutlich vor 1753. Joachim Seyfried von Köckritz war Erbherr auf Drebkau, Domsdorf, Greifenhain, Weißag und Zwietow. Er starb am 27. Oktober 1770.
1774 verkauften die Erben von Joachim Seyfried den brandenburgischen Anteil an Domsdorf an Friedrich Wilhelm von Löben auf Raakow. 1784 gehörte ein Drittel von Domsdorf dem Friedrich Wilhelm von Löben. Nach dessen Tod folgte dessen Bruder Heinrich Wilhelm von Löben. Als dieser 1798 starb, fiel der brandenburgische Anteil an Domsdorf (und auch Raakow) an den Landrat Friedrich Ehrentreich von Muschwitz. Das Rittergut Raakow wurde 1806 allodifiziert. Er starb am 1. Mai 1807; seine Güter erbte die Tochter Henriette Charlotte Wilhelmine, die Witwe des 1806 verstorbenen sächsischen Hauptmanns Erdmann von Mühlen. Henriette Charlotte Wilhelmine geb. von Muschwitz, verh. von Mühlen starb am 6. Mai 1836. 1830 fand in Domsdorf die Separation und die Regulierung der Dienste statt. Der nächste Besitzer des brandenburgischen Anteils an Domsdorf war der Major Leopold Friedrich Kaspar von Mühlen, der aber bereits am 4. Juni 1839 starb. Die Witwe Ulrike von Schätzell und deren Kinder Maximilian Leopold und Klothilde verkauften das Rittergut Raakow am 16. Juli 1842 an Gustav Leberecht Porsche für 27.000 Taler. Er hielt Raakow nur acht Jahre und verkaufte es am 12. April 1850 an Christian Emil Heinrich Koepstein aus Guben, der das Gut verpachtete. 1857 gehörte Raakow (mit einem Anteil Domsdorf) einem Herrn Hanke zu Dresden. 1864 war Raakow im Besitz eines C. E. G. Winkelmann. Später wird der Anteil Domsdorf nicht mehr genannt, die weitere Geschichte ist daher unsicher.

### Der Niederlausitzische Anteil
1527 saßen die Brüder Georg, Heinrich und Nickel von Köckritz auf Domsdorf. Wie sie mit den anderen Zweigen der Köckritz verwandt waren, ist nicht bekannt. Sie müssen jedoch nahe Verwandte der Köckritze auf Raakow und Drebkau gewesen, denn sie erscheinen in deren Lehnbriefen als Mitbelehnte. Nach Gardiewski bestand der Besitz der von Köckritz nicht in Land, sondern aus Zinsen, Rechte und Gerichten über Bauern und Gärtner. Wahrscheinlich entstand das (spätere) Rittergut Domsdorf erst bei der Ablösung der Dienste und Zinsen, die die Domsdorfer nicht in Geld, sondern in Land ablösten. Der Niederlausitzische Anteil zerfiel in der Mitte des 17. Jahrhunderts in zwei Anteile.
Am 2. Juli 1538 wurden die Brüder Balthasar und Luppold von Köckritz auf Drebkau nach dem Tode ihres Vaters mit Anteil an Schloss und Stadt Drebkau, den Dörfern Greifenhain, Golschow und Steinitz sowie mit Domsdorf und dem dortigen Rittersitz belehnt. Mitbelehnt waren ihre Vettern Hans und Siedmund von Köckritz auf Raakow. Den Rittersitz Domsdorf hatte ihr namentlich nicht genannter Vater von Balthasar von Köckritz, dem mutmaßlichen Vater der obigen drei Brüder Georg, Heinrich und Nickel von Köckritz von Köckritz gekauft hatte. Dieser Anteil blieb nun mit dem Köckritzschen Anteil von Drebkau verbunden, der jedoch weiter aufgeteilt wurde. Luppold von Köckritz verkaufte 1545 seinen Anteil an Drebkau, zu dem auch ein Anteil von Domsdorf gehörte an der Hauptmann von Beeskow Hans von Steinkeller. Dieser erhielt am 8. April 1545 vom damaligen Landvogt Albrecht von Schlick den Lehnbrief über seinen Anteil an Schloss und Städtchen Drebkau, den Dörfern Greifenhain, Golschow, Steinitz und Domsdorf mit dem Rittersitz sowie einen Freihof mit anderthalb Hufen Acker neben dem Schloss Drebkau, die er von Georg Schmolz gekauft hatte. Den Freihof hatte Hans von Steinkeller 1541 von Georg Smolke/Schmolcz gekauft. Sein Bruder Balthasar von Steinkeller wurde auf diese Güter mitbelehnt. Er starb 1553 und hinterließ die fünf Söhne Hans, Wilhelm, Philipp, Georg und Konrad. Nach Wohlbrück erhielt Konrad das Städtchen Drebkau mit Zubehör. Am 21. September 1576 verpfändete jedoch Wilhelm den Anteil an Drebkau mit Zubehör an Thomas Gode/Göde, einen Lübecker Bürger gegen 15.000 Taler. Thomas Gode hatte 1577 auch Reuthen und Bohsdorf (heute Ortsteile der Gemeinde Felixsee im Landkreis Spree-Neiße) von Andreas von Lindholz erworben. Wilhelm von Steinkeller konnte das Pfand anscheinend nicht mehr einlösen. Allerdings unterblieb auch eine Belehnung des Thomas Gode, da die von Steinkeller sich weigerten, das Gut zu verkaufen. Erst mit kaiserlicher Resolution konnte er Drebkau mit Zubehör tatsächlich in Besitz nehmen. Thomas Gode starb 1589/90, Drebkau mit Zubehör ging an seinen Schwiegersohn Marc Anton von Carchesien, der mit Cäcilie Gode verheiratet war. Allerdings legten die von Steinkeller erneut Widerspruch gegen diese Entscheidung ein. Der damalige Landvogt der Niederlausitz Karl von Kittlitz erwirkte eine weitere Resolution des Kaisers, die besagte, dass Marc Anton von Carchesien im Besitz von Drebkau mit Zubehör bleiben sollte.
1608 war Marc Anton von Carchesien verstorben, ohne die Belehnung mit Drebkau mit Zubehör zu erhalten. 1622 wurde Martin von Steinkeller in Skuhlen formal mit Drebkau und Zubehör belehnt, d. h. auch dieser kaiserliche Erlass hatte (noch) keine Wirkung. Die Witwe des Marc Anton übernahm die Verwaltung der Drebkauer Güter. Schließlich erhielt der älteste Sohn des Marc Anton, Antonius am 1. Februar 1623 den Lehnbrief für sich und seine noch minderjährigen Brüder Maximilian und Jacob für den Steinkellerschen Anteil an Drebkau, zu dem auch Domsdorf gehörte. Die fünf Töchter des Marc Anton von Carchesien und der Cäcilie geb. Gode sollten je 2.000 Taler erhalten. Maximilian bewirtschaftete die Drebkauer Güter ab 1624 für sechs Jahre pachtweise. Anton starb 1632 in Arneburg, und auch Jacob kam 1633 in den Wirren des Dreißigjährigen Krieges um. Ihre beiden Anteile fielen nun an die beiden noch minderjährigen Söhne aus den zwei Ehen des Anton von Carchesien, an Carl Seyfried (Mutter nicht bekannt) und Johann Anton (Mutter: Margarethe von Klitzing) sowie ihren Onkel Maximilian von Carchesien. Sie erhielten am 15. Juli 1634 gemeinsam einen Lehenbrief über Drebkau mit Zubehör. Anscheinend übernahm Maximilian bald darauf die Anteile seiner beiden Neffen. 1637 starb er unter Hinterlassung eines minderjährigen Sohnes Heinrich Antonius. Der Name der Mutter des Heinrich Antonius bzw. Frau des Maximilian ist leider nicht bekannt. Der Vormund des Heinrich Antonius mutete 1637 die Lehn für seinen Schützling, der nach erreichter Volljährigkeit am 28. September 1647 mit Drebkau und Zubehör belehnt wurde. Mitbelehnt war sein Vetter Johann Anton. Heinrich Anton starb am 28. März 1657 unverheiratet und ohne Leibeserben. Dadurch fiel nun der Steinkellersche Anteil an Drebkau mit Zubehör an Johann Anton von Carchesien. Er war mit Dorothea Elisabeth von Wallwitz, Tochter des Nicol von Wallwitz auf Straupitz. Um seine Tanten auszahlen zu können, hatte er Greifenhain und einen Teil von Domsdorf (vier Bauern und zwei Büdner) von der Drebkauer Begüterung abgetrennt und seinen Tanten überlassen. Dieser Teil bildete nun ein besonderes Lehnstück (Anteil II oder Greifenhainer Anteil). Einen Teil von Domsdorf behielt er aber für sich (Anteil I oder Drebkauer Anteil).

### Domsdorf Anteil I oder Drebkauer Anteil
Johann Anton von Carchesien starb um 1680 ohne Leibeserben, und Drebkau mit Zubehör (ohne Greifenhain und nur noch einem Teil von Domsdorf) fiel an den Landesherrn bzw. die Amtskammer heim. Die Witwe verheiratete sich mit Lothar von Petersdorf, der das Gut für zwei Jahre verwaltete. Die Amtskammer überließ Drebkau mit Zubehör ab 1682 für 600 Taler dem Caspar Conrad von Löben und Alexander Friedrich von Kommerstedt, die noch erhebliche Geldforderungen an Johann Anton von Carchesien bzw. dessen Erben hatten. Sie erhielten am 28. September 1683 den Lehnbrief über Anteil Drebkau mit Zubehör. Inzwischen hatte sich jedoch schon der Verkauf der Drebkauer Begüterung an Heinrich Lorenz von Köppen auf Groß Drewitz (Ortsteil der Gemeinde Schenkendöbern, Lkr. Spree-Neiße). Dieser erhielt am 13. Oktober 1683 den Lehnbrief. Der sächsische Oberst Heinrich Lorenz von Köpping war mit Barbara Margarethe von Werdeck verheiratet. Sie hatten vier Söhne Heinrich Wilhelm, Heinrich Christoph, Heinrich Ferdinand und Heinrich Magnus sowie die Tochter Juliane Adelgunde, die mit Wolf Heinrich von der Heyde auf Niemaschkleba verheiratet war. Heinrich Lorenz von Köpping starb am 14. Juli 1714 in Drebkau. Die vier Söhne des Heinrich Lorenz erhielten am 7. Februar 1715 den Lehnbrief über den Anteil Drebkau mit Zubehör. Eingeschlossen war auch ein Teil von Domsdorf (der Teil den Johann Anton sich vorbehalten hatte). Das Gut wurde zunächst von Heinrich Wilhelm übernommen, der es jedoch 1744 der Witwe seines früh verstorbenen Bruders Heinrich Ferdinand überließ. Heinrich Ferdinand hatte mit Wilhelmine Elisabeth von Wolfersdorf einen Sohn, Heinrich Ferdinand von Köpping d. J. Nach seinem frühen Tod (vor 1744) heiratete seine Witwe den Rudolf von Unruh auf Jethe (Ortsteil der Gemeinde Wiesengrund), der auch Vormund für den Stiefsohn Heinrich Ferdinand d. J. wurde. 1746 wurde der Anteil Drebkau mit Zubehör in Erbe umgewandelt. Heinrich Ferdinand d. J. starb am 16. Juli 1751 im Alter von nur 18 Jahren; er hatte sein Erbe nicht mehr antreten können. Daraufhin stellte der sächsische Kurfürst und polnische König Friedrich August am 5. Oktober 1751 einen Erbbrief für seine Mutter Wilhelmine Elisabeth geb. von Wulfersdorf, verw. von Köpping, verh. von Unruh aus. Sie verkaufte ihren Anteil an Drebkau (einschließlich ihres Anteils an Domsdorf) 1753 an den Konsistorialrat und Landesältesten Christian Ernst von Knoch auf Pritzen, der den Anteil noch im selben Jahr an Joachim Seyfried von Köckritz weiterverkaufte. Dieser hatte am 15. Juli 1745 bereits den brandenburgischen Anteil an Domsdorf erworben. Mitbelehnte des Joachim Seyfried waren seine Neffen Gottlob Erdmann und Heinrich Wilhelm von Mandelsloh. Joachim Seyfried musste allerdings schon 1764 den Drebkauer Anteil an Hans Ehrenreich von Diepow verkaufen. Hans Ehrenreich von Diepow starb am 12. Dezember 1771 in Drebkau. Erbe war sein Sohn Hans Paul. Dieser wurde am 16. März 1755 in Warschau; seine Mutter war die Baronesse Magdalene Szybilska von Wolfsberg. Am 7. Juni 1786 verkaufte Hans Paul von Diepow den Anteil II Domsdorf (vier Bauern, zwei Büdner) des Greifenhainschen Anteils separat für 3.000 Taler an den kursächsischen Generallieutenant und Ritter des St. Heinrichs-Ordens Adam Burchard von Schiebell, der bald darauf auch den anderen Anteil von Domsdorf erwerben konnte.

### Domsdorf Anteil II oder Greifenhainer Anteil
Um seine Tanten auszahlen zu können, hatte Johann Anton von Carchesien nach 1657 Greifenhain und einen Teil von Domsdorf (vier Bauern und zwei Büdner) von der Drebkauer Begüterung abgetrennt und seinen Tanten überlassen. Damit verbunden waren die sog. Greifenhainschen Intraden, jährliche Zinszahlungen (in unbekannter Höhe) aus dem Carchesischen Anteil von Drebkau. Anscheinend erhielt zunächst die unverheiratete Elisabeth von Carchesien das Lehnstück. Nach dem Tod ihrer Schwester wurde die ebenfalls nicht verheiratete Sara von Carchesien am 30. Juni 1665 und am 2. September 1667 mit dem Anteil belehnt. Doch sie verkaufte den Greifenhainer Anteil schon am 27. Juni 1666 (1667?) für 8000 Taler an ihren angeheirateten Neffen Caspar Conrad von Löben auf Geisendorf. Nach dem Testament der Elisabeth von Carchesien behielt Sara für sich 2.000 Taler, 1.390 Taler erhielten die drei Schwestern (geb. von Waltersdorf) Helene von Kommerstedt, Margarethe von Löben und Marie Cäcilie von Schütz, Töchter ihrer Schwester Helene von Carchesien, 1.000 Taler erhielten Caspar Conrad von Löben und seine Frau Anna Margarethe von Waltersdorf und 300 Taler die zwei Brüder von Schütz in Bahnsdorf, Söhne ihrer verstorbenen Schwester Susanne von Carchesien. Caspar Conrad von Löben erhielt am 23. Dezember 1667 den Lehnbrief über den Greifenhainschen Anteil. Caspar Conrad von Löben starb am 1. November 1682. Am 4. März 1684 erhielten seine beiden Söhne Caspar Heinrich und Christoph Conrad gemeinsam die Lehn am Greifenhainschen Anteil. Christoph Conrad wollte Karriere in der Armee machen und verkaufte seinem Bruder am 29. Februar 1692 die Lehn am Greifenhainschen Anteil gegen 4500 Taler und 130 Taler Gunstgeld. Doch schon am 24. Juni 1697 verkaufte Caspar Heinrich von Löben den Greifenhainschen Anteil und den vier Bauern und zwei Büdnern in Domsdorf sowie 200 Schafen, 40 Rindviecher, darunter 16 Zugochsen, zwei Paar Pferden, alle Schweine und das gesamte Federvieh für 7000 Taler und 50 Taler Schlüsselgeld an Wolf Nicol von Muschwitz, dem Wintorf (aufgegangen in Leuthen) und die Hälfte von Allmosen (Ortsteil von Großräschen) sowie ein Anteil von Radensdorf gehörte. Davon waren 6000 Taler sofort und in bar zu erlegen, der Rest sollte als Darlehen auf dem Gut stehen blieben und zu 6 % verzinst werden. Caspar Heinrich kaufte sich dafür das Dorf Kalkwitz (bei Calau) von Christoph Sigismund von Raußendorf. Der neue Besitzer Wolf Nicol von Muschwitz starb schon am 18. Dezember 1701. Erben waren seine beiden Söhne Hans Caspar und Friedrich Wilhelm. Hans Caspar erhielt Greifenhain mit Anteil Domsdorf musste aber die darauf haftenden Schulden mit übernehmen. Friedrich Wilhelm erhielt Wintorf mit der Kohselmühle, halb Allmosen und Anteil Radensdorf. Hans Caspar erhielt am 20. Oktober 1702 den Lehnbrief für den Greifenhainschen Anteil mit Anteil Domsdorf. Hans Caspar war mit Eva Margarethe von Schönfeld verheiratet. Er starb schon am 11. August 1717 und hinterließ nur einen unmündigen Sohn sowie zwei Töchter. Georg Nicol war mit Anna Luise von Maltitz aus dem Hause Tauche verheiratet. Der einzige Sohn Caspar Heinrich wurde 1721 geboren. Georg Nicol starb bereits am 31. Juli 1726. Caspar Heinrich von Muschwitz wurde am 21. August 1741 mit dem Greifenhainschen Anteil belehnt. Er starb im Ersten Schlesischen Krieg am 22. Juli 1742 in Ohlau in Schlesien. Er hatte keine Erben hinterlassen, sodass nun der Greifenhainsche Anteil mit Anteil Domsdorf an die Mitbelehnten, Carl Friedrich von Schönfeld sowie die Brüder Georg Ernst, Kaspar Friedrich, Christian Sigismund, Wolf Nicol und Otto Hieronymus von Muschwitz, Söhne des Hans Caspar von Muschwitz auf Gahlen fiel.
Zunächst setzte sich Carl Friedrich von Schönfeld in den alleinigen Besitz des Erbes, doch nach einem längeren Prozess musste er dem von Muschwitzschen Miterben den Mitbesitz einräumen. Schließlich wurde der Greifenhainsche Anteil (inkl. Anteil Domsdorf) am 14. Juli 1745 an Joachim Seyfried von Köckritz für 10.000 Taler verkauft. Am 8. November 1748 erhielt er den Lehnbrief über den Anteil Greifenhain mit Anteil Domsdorf. Joachim Seyfried hatte am 15. Juli 1745 bereits den brandenburgischen Anteil an Domsdorf erworben, und 1753 konnte er vom Konsistorialrat und Landesältesten Christian Ernst von Knoch auf Pritzen den Drebkauer Anteil mit Anteil Domsdorf erwerben, sodass nun für kurze Zeit alle drei Anteile von Domsdorf in einer Hand vereinigt waren. Joachim Seyfried musste allerdings den Domsdorfer Anteil I noch 1764 an Hans Ehrenreich von Diepow verkaufen. Für den Greifenhainer Anteil erhielt er noch am 14. November 1766 vom sächsisch-polnischen Prinzen Franz Xaver, der damals den Titel Graf der Lausitz trug, einen neuen Lehensbrief. Joachim Seyfried von Köckritz starb ohne Leibeserben am 27. Oktober 1770. Erben waren seine beiden Neffen Gottlob Erdmann und Heinrich Wilhelm von Mandelsloh, die Söhne des Gottlob Herbord von Mandelsloh, der mit einer Schwester von Joachim Seyfried verheiratet war. Die Anteile von Domsdorf wurden nun weiter auseinandergerissen. 1774 wurde der brandenburgische Anteil an Domsdorf von den Erben Joachim Seyfrieds an Friedrich Wilhelm von Löben verkauft. Der Greifenhainsche Anteil mit Anteil II Domsdorf kam an Gottlob Erdmann von Mandelsloh; er verkaufte ihn am 11. Mai 1780 für 11.300 Taler an den kursächsischen Lieutenant Hans Paul von Diepow, dem am 12. September 1781 ein Lehnbrief darüber ausgestellt wurde. Am 7. Juni 1786 verkaufte Hans Paul von Diepow nun den Anteil II Domsdorf (vier Bauern, zwei Büdner) des Greifenhainschen Anteils separat für 3.000 Taler an den kursächsischen Generallieutenant und Ritter des St. Heinrichs-Ordens Adam Burchard von Schiebell. Hans Paul von Diepow tilgte mit dem Erlös einen auf dem Anteil Greifenhain lastenden Lehenstamm von 1660 Talern, d. h. eine Kapitalschuld, die jährlich verzinst werden musste. Er brauchte für diesen separaten Verkauf und die Abtrennung des Anteils Domsdorf von Anteil Greifenhain die Zustimmung aus Dresden, die er am 22. Januar 1787 auch erhielt. Am 24. Mai 1787 erhielt er die Bestätigung, dass er die Lehnspflicht über den Anteil Domsdorf abgelegt hatte. Adam Burchard von Schiebell hatte nach 1785 auch das Gut Kausche erworben. Die beiden Lehnstücke wurden auf Schiebells Antrag in Erbe umgewandelt. Die Bestätigung erfolgte am 4. November 1790 mit der Bedingung, dass er jährlich 25 Taler zu zahlen haben. Er erhielt am 7. März 1791 den Erbbrief über die beiden früheren Lehnstücke.

### Der wieder vereinigte niederlausitzische Anteil
Nachdem Adam Burchard von Schiebell die verschiedenen Anteile an Drebkau in seinen Besitz gebracht, waren zumindest auch die beiden niederlausitzischen Anteile von Domsdorf wieder in einer Hand vereinigt. Sie wurden nun auch wieder formal als ein Anteil aufgefasst, denn in der Topographisch-statistische(n) Uebersicht des Regierungs-Bezirks Frankfurt a. d. O. von 1844 werden nur noch zwei Anteile, der brandenburgische Anteil und der niederlausitzische Anteil unterschieden. Adam Burchard von Schiebell bestimmte 1793 seine Besitzungen Drebkau, Kausche, Golschow, Domsdorf und Steinitz zu einem Familienfideikommiss; dieses Vorhaben konnte er jedoch nicht mehr rechtlich bindend ausführen. Er starb am 13. September 1796 im Alter von 78 Jahren in Drebkau. Erben waren seine beiden Großneffen Andreas (* 28. Januar 1768, † 21. September 1843) und Tycho von Arenstorff (* 17. Mai 1770, † 1. Februar 1844), die Söhne Friedrich von Arenstorff (1745–1829), dem Sohn seiner Schwester Marie Sophie von Schiebell (und des Andreas von Arenstorff). Friedrich von Arenstorff war Kapitän in der dänischen Kriegsmarine. Möglicherweise hatten die beiden Großneffen schon vor dem Erbfall einen Anteil von Domsdorf erhalten, für den sie am 16. August 1793 die Lehnspflicht leisteten. Den Erbbrief für Domsdorf erhielten sie jedoch erst am 27. September 1796. Ab diesem Zeitpunkt gehörte der niederlausitzische Anteil an Domsdorf zur Arenstorffschen Schloßbegüterung und Stadt Drebkau. Sie übernahmen außerdem die Verpflichtung ihrer Schwester Sofie jährlich 500 Taler auszubezahlen. Tycho von Arenstorff ging wieder nach Dänemark, während sein Bruder Andreas in Kausche wohnte und von dort die Bewirtschaftung seiner Güter leitete.
Da Andreas von Arenstorff unverheiratet war, erbte den Gesamtbesitz der einzige Sohn seines Bruders Tycho, Adam Friedrich von Arenstorff (* 3. Oktober 1794, † 31. Juli 1867). Dieser war mit Ulrike Ferdinandine Hubert, der Tochter des Oberamtmannes Hubert auf Stradow verheiratet. Die Ehe blieb kinderlos. Erben der Schloßbegüterung Drebkau waren die sechs Schwestern des Adam Friedrich von Arenstorff, von denen drei verheiratet, drei unverheiratet waren. Noch 1910, 1914 und 1929 werden in den verschiedenen Adressbücher und Handbücher des Grundbesitzes die v. Arenstorffschen Erben als Besitzer des Rittergutes Domsdorf genannt. Anscheinend ging Drebkau an die Schwester Andrea von Arenstorff, die mit Hans Henrik de Lichtenberg verheiratet war. Deren einzige Tochter Marie Sophie Dorothea heiratete Tycho Frederik Andreas Honnens de Lichtenberg (1830–1907). Von diesem erbte es der einzige Sohn Hans Henrik Honnens de Lichtenberg (1857–1915). Auf diesen folgte dessen einziger Sohn Geert Frederik Honnens de Lichtenberg (1890–1940).
Das Rittergut Domsdorf war wohl immer verpachtet. Die Pächter sind aber bisher nicht vollständig dokumentiert. 1879 nennt Ellerholz einen Oberamtmann Kahlbaum als Pächter. 1885 war das Gut an Julius Ismer verpachtet. 1910 bzw. 1914 war das Rittergut Domsdorf an Fritz von Diepow verpachtet. Ein Justizrat Gustav Dedolph aus Cottbus war Generalbevollmächtigter für die Schloßbegüterung Drebkau. Es war (1910) mit nur 80 ha (55 ha Ackerland, 14 ha Wiesen, 1 ha Hütung, 10 ha Forst) vergleichsweise klein. Auch 1929 werden als Besitzer der Schloßbegüterung Drebkau (einschließlich des Rittergutes Domsdorf) noch die von Arenstorff’schen Erben in Dänemark genannt. Die letzte Geschichte des Ritterguts Domsdorf ist bisher nicht dokumentiert.

### Dorfgeschichte
1635 hatte der brandenburgische Anteil vier Bauernhufen (und vermutlich vier Bauern) und drei Gärtner, wovon einer wüst lag. 1652 besaßen von den vier Bauern einer anderthalb Hufen, zwei Bauern je eine Hufe und ein Bauer eine halbe Hufe. Ein Gärtnerhof lag wüst. Außerdem wird noch ein Büdner genannt. 1708 gehörten zum niederlausitzischen Anteil drei Bauern und zwei Büdner. 1718 bewirtschaften die drei Bauern des niederlausitzischen Anteils viereinhalb Hufen. 1763 werden für den brandenburgischen Anteil vier Bauern und drei Büdner genannt. Die Schatzung betrug 339 fl. Auf dem brandenburgischen Anteil bewirtschafteten nun drei Bauern vier Hufen; zwei Bauern hatten je anderthalb Hufen, ein Bauer eine Hufe. Der Acker konnte jährlich besät werden. 1783 hatte (der brandenburgische Anteil von) Domsdorf acht Feuerstellen (Häuser) und 36 Bewohner, Für 1796 wurden neun Bauerneigentümer genannt. 1807 hatte der brandenburgische Anteil von Domsdorf in acht Häusern 46 Einwohner. 1818 hatte Domsdorf (brandenburgischer und niederlausitzer Anteil) 127 Einwohner und 24 Wohnhäuser. 1823 gehörten zum Drebkauer Anteil vier Bauern und zwei Büdner, zum Greifenhainer Anteil ebenfalls vier Bauern und zwei Büdner. 1835 lebten in 23 Häusern 125 Einwohner. Das Urmesstischblatt von 1840 dokumentiert eine Ziegelei und eine Schäferei östlich des Ortes. 1840 wohnten in 23 Häusern nun schon 155 Einwohner. 1847 wurden die Hilfsdienste der Bauern in Domsdorf abgelöst. Nach Berghaus (1857) gehörten 320 Morgen der Grundherrschaft, 500 Morgen Bürgerlichen und Bauern. 1864 wird Domsdorf als Dorf mit einer Ziegelei, 27 Häusern und 183 Einwohnern beschrieben; es gehörte dem Friedrich Adam von Arenstorff zu Schloss Drebkau. 1919 lag die Schäferei unmittelbar östlich der Bahnstrecke. Knapp 700 Meter nördlich des Ortskern lag ein ausgebautes Gehöft.
| Jahr      | 1818 | 1835 | 1846 | 1871 | 1890 | 1900 | 1910 | 1925 | 1939 | 1946 | 1950 | 1964 | 1971 | 1981 | 1991 | 2000 |
| Einwohner | 127  | 125  | 180  | 167  | 173  | 167  | 137  | 133  | 133  | 187  | 203  | 130  | 118  | 239  | 189  | 236  |

Am 8. Juni 2013 feierte Domsdorf mit einem Dorffest sein 550-jähriges Jubiläum seiner Ersterwähnung.

### Kommunale und politische Geschichte
Domsdorf liegt in der Niederlausitz und gehörte in der Frühen Neuzeit bis 1815 anteilmäßig zur brandenburgischen Herrschaft Cottbus und anteilmäßig zur sächsischen Niederlausitz. Im Frieden von Tilsit musste Preußen die Herrschaften Cottbus und Peitz 1807 an das Königreich Sachsen abtreten. 1814 fielen die Herrschaften Cottbus und Peitz an Preußen zurück, 1815 die gesamte Niederlausitz als Ergebnis des Wiener Kongresses. In der anschließenden Kreisreform, wurde aus den beiden Herrschaften Cottbus und Peitz der Cottbusser Kreis gebildet. Domsdorf wurde nun aber ganz dem Calauer Kreis zugeordnet. 1874 wurden Amtsbezirke in Preußen gebildet; Domsdorf wurde dem Amtsbezirk No. 18 Drebkau zugeordnet. Amtsvorsteher war Friedrich Hermann Graf von Wartensleben auf Raakow, sein Stellvertreter Rittergutsbesitzer Hermann von Muschwitz auf Geisendorf. In der Kreisreform von 1950 verblieb Domsdorf im Kreis Calau. In der umfassenden Bezirks- und Kreisreform von 1952 wurde Domsdorf dem Kreis Cottbus-Land im Bezirk Cottbus zugewiesen. Zum 1. Januar 1973 wurde die Gemeinde Steinitz nach Domsdorf eingemeindet.
Nach der Wende wurde im aus dem Kreis Cottbus-Land hervorgegangenen Landkreis Cottbus 1992 das Amt Drebkau (Niederlausitz) gebildet, das auch die Verwaltungsaufgaben der Gemeinde Domsdorf wahrnahm. 1993 ging der Landkreis Cottbus im neuen Landkreis Spree-Neiße auf. Zum 31. Dezember 2001 wurde Domsdorf in die Stadt Drebkau eingemeindet und das Amt Drebkau (Niederlausitz) aufgelöst. Seither ist Domsdorf ein Ortsteil der Stadt Drebkau. Im Ort wird ein Ortsbeirat bestehend aus drei Mitgliedern gewählt. Steinitz ist nur noch ein Gemeindeteil von Domsdorf, ohne eigene kommunale Vertretung.

### Kirchliche Zugehörigkeit
Domsdorf hat keine Kirche und war 1820 und 1930 nach Steinitz eingekircht. Heute (2022) gehört der Ort zur Kirchengemeinde Drebkau-Steinitz-Kausche im Kirchenkreis Cottbus der Evangelischen Kirche Berlin-Brandenburg-schlesische Oberlausitz.

## Denkmale
Der Ortskern aus dem deutschen Mittelalter und der Neuzeit ist als Bodendenkmal unter Schutz gestellt. Es ist unter der Nr. 120299 in der Denkmalliste des Landes Brandenburg für den Landkreis Spree-Neiße gelistet.

## Belege